# Calotte sphérique
Pour les articles homonymes, voir Calotte.

Une sphère et les deux calottes sphériques découpées par un plan

En géométrie, une calotte sphérique est une portion de sphère délimitée par un plan. C'est un cas particulier de zone sphérique.
Lorsque le plan passe par le centre de la sphère, on obtient un hémisphère.
Cette surface de révolution sert de délimitant à deux types de solides : 
- le secteur sphérique, portion de boule découpée par un cône
- le segment sphérique à une base, portion de boule découpée par un plan.

## Dimensions

Dimensions d'une calotte sphérique

Il existe plusieurs dimensions permettant de caractériser une calotte sphérique:
- sa hauteur : h
- le rayon de son cercle de base (c): a
- le rayon de la sphère d'origine (s) : r
- l'angle au centre entre le rayon passant par le pôle P de la calotte et un rayon passant par le cercle de base : θ

La connaissance de deux de ces dimensions permet de déterminer, à une exception près, les deux autres :
| h                                                                                                | a                                   | r                                           | θ                                                                                             |
| ------------------------------------------------------------------------------------------------ | ----------------------------------- | ------------------------------------------- | --------------------------------------------------------------------------------------------- |
| h                                                                                                | a                                   | {\displaystyle r={\frac {a^{2}+h^{2}}{2h}}} | {\displaystyle \theta =2\arctan(h/a)}                                                         |
| h                                                                                                | {\displaystyle a={\sqrt {h(2r-h)}}} | r                                           | {\displaystyle \theta ={\textrm {versin}}^{-1}(h/r)} (*)                                      |
| {\displaystyle {\begin{aligned}h&=r{\textrm {versin}}\theta \\&=r(1-\cos \theta )\end{aligned}}} | {\displaystyle a=r\sin \theta }     | r                                           | θ                                                                                             |
| {\displaystyle h=r\pm {\sqrt {r^{2}-a^{2}}}}                                                     | a                                   | r                                           | {\displaystyle {\begin{aligned}\theta &=\arcsin(a/r)\\&ou\\&=\pi -\arcsin(a/r)\end{aligned}}} |

## Aire
L'aire d'une calotte sphérique s'exprime, en fonction de ses dimensions, par les formules suivantes :
- [2]{\displaystyle S=2\pi rh}
- [2] {\displaystyle S=\pi (a^{2}+h^{2})}
- {\displaystyle S=2\pi r^{2}(1-\cos \theta )}

On retrouve ici facilement l'aire d'un hémisphère  {\displaystyle S=2\pi r^{2}} et d'une sphère {\displaystyle S=4\pi r^{2}}.
L'aire d'une calotte sphérique est liée à l'angle solide {\displaystyle \Omega } interceptant le cercle (c) par la formule :
{\displaystyle S=r^{2}\Omega }

## Centre de gravité
Comme dans tout surface de révolution, le centre de gravité G d'une calotte sphérique est situé sur l'axe de rotation (CP) Il est de plus situé au milieu de la flèche.

## Segment sphérique à une base
C'est la portion de boule découpée par un plan. Son volume est donné par les formules:
- {\displaystyle V=\pi h^{2}\left(r-{\frac {h}{3}}\right)}
- {\displaystyle V={\frac {\pi }{6}}(3a^{2}+h^{2})h}

Comme dans tout solide de révolution, le centre de gravité G du segment sphérique est situé sur l'axe de rotation (CP). Sa distance du pôle P est donnée par:
- [5] {\displaystyle PG={\frac {8r-3h}{12r-4h}}h}
- {\displaystyle PG={\frac {4a^{2}+h^{2}}{6a^{2}+2h^{2}}}h}

Sa distance au centre est donc de :
{\displaystyle CG=r-{\frac {8r-3h}{12r-4h}}h={\frac {3}{4}}{\frac {(2r-h)^{2}}{3r-h}}}

## Calcul intégral

### Surface

Courbe engendrant, par rotation, la calotte sphérique

En considérant que la surface s'obtient en faisant tourner autour de l'axe des abscisses la portion de cercle d'équation
{\displaystyle y={\sqrt {r^{2}-(x-r)^{2}}}={\sqrt {x(2r-x)}}} avec {\displaystyle 0\leq x\leq h\,,}
on peut utiliser la formule de calcul d'une surface de révolution
{\displaystyle S=2\pi \int _{0}^{h}f(x){\sqrt {1+f'(x)^{2}}}\,dx\,.}
On obtient alors : 
 {\displaystyle {\begin{aligned}S&=2\pi \int _{0}^{h}{\sqrt {2rx-x^{2}}}{\sqrt {\frac {r^{2}}{2rx-x^{2}}}}\,dx\\&=2\pi \int _{0}^{h}r\,dx\\&=2\pi r\left[x\right]_{0}^{h}\\&=2\pi rh\end{aligned}}}
On peut aussi travailler en coordonnées sphériques (rayon, colatitude Φ, longitude φ) en intégrant 	l'élément de surface pour une sphère :
{\displaystyle dS=r^{2}\sin \phi d\phi d\varphi \,.}
On obtient alors:
 {\displaystyle {\begin{aligned}S&=\int _{0}^{2\pi }\int _{0}^{\theta }r^{2}\sin \phi d\phi d\varphi \\&=r^{2}\int _{0}^{2\pi }d\varphi \int _{0}^{\theta }\sin \phi d\phi \\&=2\pi r^{2}(1-\cos \theta )\end{aligned}}}

### Volume
Si on considère que le segment sphérique est engendré par la rotation du triangle curviligne O(0;0) H(h,0) M(h, f(h)), on peut utiliser le calcul de volume d'un solide de révolution:
 {\displaystyle {\begin{aligned}V&=\pi \int _{0}^{h}f^{2}(x)\,dx\\&=\pi \int _{0}^{h}2rx-x^{2}\,dx\\&=\pi \left[rx^{2}-{\frac {1}{3}}x^{3}\right]_{0}^{h}\\&=\pi h^{2}\left(r-{\frac {h}{3}}\right)\end{aligned}}}

### Centre de gravité
Pour trouver l'abscisse du centre de gravité de la calotte sphérique engendrée par la rotation de la portion de cercle d'équation
{\displaystyle y={\sqrt {r^{2}-(x-r)^{2}}}={\sqrt {x(2r-x)}}} avec {\displaystyle 0\leq x\leq h\,,}
on peut calculer le moment Mt de la calotte par rapport au plan d'équation x = 0 à l'aide de la formule:
{\displaystyle Mt=2\pi \int _{0}^{h}xf(x){\sqrt {1+f'(x)^{2}}}\,dx\,.}
On obtient alors : 
 {\displaystyle {\begin{aligned}Mt&=2\pi \int _{0}^{h}x{\sqrt {2rx-x^{2}}}{\sqrt {\frac {r^{2}}{2rx-x^{2}}}}\,dx\\&=2\pi \int _{0}^{h}xr\,dx\\&=2\pi r\left[{\frac {x^{2}}{2}}\right]_{0}^{h}\\&=\pi rh^{2}\end{aligned}}}
Le centre de gravité est bien à une distance du pôle O égale à :
{\displaystyle OG={\frac {Mt}{S}}={\frac {\pi rh^{2}}{2\pi rh}}={\frac {1}{2}}h}
Pour le centre de gravité du segment sphérique, on calcule le moment Mt du segment par rapport au plan d'équation x = 0 à l'aide de la formule:
{\displaystyle Mt=\pi \int _{0}^{h}xf^{2}(x)\,dx\,.}
On obtient alors :
 {\displaystyle {\begin{aligned}Mt&=\pi \int _{0}^{h}2rx^{2}-x^{3}\,dx\\&=\pi \left[2r{\frac {x^{3}}{3}}-{\frac {x^{4}}{4}}\right]_{0}^{h}\\&=\pi {\frac {h^{3}(8r-3h)}{12}}\end{aligned}}}
Le centre de gravité du segment sphérique est alors à une distance du pôle O égale à :
{\displaystyle OG={\frac {Mt}{V}}={\frac {h^{3}(8r-3h)}{12h^{2}(r-h/3)}}={\frac {8r-3h}{12r-4h}}h}